# Golden City Park
Het Golden City Park (ook bekend als Berekum Sportsstadion) is een multifunctioneel stadion in Berekum, een stad in Ghana. 
Het stadion wordt vooral gebruikt voor voetbalwedstrijden, de voetbalclub Berekum Arsenal maakt gebruik van dit stadion. In het stadion is plaats voor 5.000 toeschouwers. Het stadion werd in 2008 gerenoveerd, er kwam toen een nieuw grasveld in te liggen.